# 瑞典足球超甲級聯賽
瑞典足球超甲級聯賽（瑞典語：Superettan），是瑞典足球联赛系统的第 2 級別，僅次於瑞典足球超級聯賽。瑞典足球超甲級聯賽創建於2000年，共有16支球隊參加比賽。每個賽季的前兩名可以升級至瑞典足球超級聯賽，第三名則需要參加升級附加賽。最近一届的瑞典足球超甲級聯賽的冠軍是華斯特拉斯。